# Acanthoscaphites
Acanthoscaphites is een geslacht van uitgestorven cephalopode Mollusca, dat leefde tijdens het Laat-Krijt.

## Beschrijving
Deze koppotige kenmerkt zich door een dichtgewonden schelp met krachtige ribben of knobbels, met een gapende jongste winding, welke dikwijls is uitgerekt tot een ovale vorm. De schelp heeft een zeer ingewikkelde sutuurlijn. De diameter bedraagt ongeveer vijf tot tien centimeter.

## Classificatie
Acanthoscaphites werd voor het eerst beschreven door Schluter in 1872. Latere taxonomische herzieningen geven aan dat de verwantschap tussen Acanthoscaphites en Trachyscaphites nog steeds onduidelijk is: Acanthoscaphites kunnen parallel met of als een afgeleide van Trachyscaphites zijn geëvolueerd.

## Biogeografie
Acanthoscaphites was een wijdverbreid geslacht tijdens het Campanien en Maastrichtien, ongeveer 80 miljoen jaar geleden. De overblijfselen zijn te vinden in rotsen van die leeftijd uit Europa en Noord-Amerika.

## Soorten
- Acanthoscaphites plenus Meek & Hayden 1861 †
- Acanthoscaphites tridens Kner 1848 †
- Acanthoscaphites verneuilianus d'Orbigny 1841 †